# Romski nacionalni forum
Romski nacionalni forum sa sjedištem u Zagrebu krovna je asocijacija Roma u Republici Hrvatskoj. Osnovan je 9. lipnja 2005. godine u prostorijama  Instituta Otvoreno društvo s ciljem da okupi sve romske udruge, vijeća, predstavnike, sportska i kulturno-umjetnička društva i druge inicijative, a radi zajedničkog djelovanja te pomoći hrvatskoj Vladi u provedbi akcijskog plana "Desetljeće za uključivanje Roma 2005. – 2015."
Trenutno Romski nacionalni forum okuplja 35 udruga, a predsjednik mu je Bajro Bajrić.